# Alfred A. Knopf, Inc.
Die Alfred A. Knopf, Inc. ist ein Verlag, der 1915 von Alfred Abraham Knopf Sr. und seiner Ehefrau Blanche Wolf Knopf gegründet wurde. Er wurde 1960 von Random House gekauft und ist seit 2009 ein Teil der Knopf Doubleday Publishing Group der Penguin Random House, das der Bertelsmann SE & Co. KGaA gehört. Bekannt ist der Verlag durch ein Markenzeichen, das Blanche Wolf Knopf selbst nach einem Barzoi, also einem russischen Windhund, entworfen hat.

## Geschichte
Knopf wurde 1915 gegründet und 1918 offiziell als Gesellschaft geführt mit Alfred Abraham Knopf Sr. als Präsident, Blanche Wolf Knopf als Vize-Präsidentin und Alfreds Vater Samuel Knopf als Finanzvorstand. Das Ehepaar Knopf reiste viel herum und fand auf diese Weise neue Autoren, die in Amerika unbekannt waren. 1942 reiste Blanche Knopf nach Südamerika und brachte von dort eine Reihe Bücher in den Verlag. Alfred Knopf akquirierte 1961 auf einer Brasilienreise ebenfalls neue Autoren. Blanche Knopf war auch eine der ersten, die nach Kriegsende 1945 auf der Suche nach Autoren durch Europa reiste. Der Knopf-Verlag prägte mit seinen Veröffentlichungen von Literatur aus Europa, Asien und Lateinamerika immer wieder auch die amerikanische Literaturszene.
Auch nach dem Tod von Samuel Knopf 1932 bestimmten Alfred und Blanche Knopf den Verlag. Nach dem Krieg kam ihr Sohn Alfred 'Pat' Jr. als Vertriebsmanager dazu. Als Alfred Knopf 1957 den Vorstandsvorsitz übernahm, wurde Blanche Knopf Präsidentin des Verlags und blieb das bis zu ihrem Tod 1966. Alfred Knopf trat erst 1972 zurück, blieb aber als Senior bis zu seinem Tod 1984 in der Firma. William A. Koshland, der seit 1934 bei Knopf arbeitete, war bis zu Alfred Knopfs Tod Präsident und Vorstandsvorsitzender des Verlags. Bis 1988 verlegte Knopf außerdem Schulbücher. Dann verkaufte Random House die gesamte Schulbuch-Abteilung an McGraw-Hill.
Die engagierte Suche nach neuen Autoren übernahmen neben dem Ehepaar Knopf die Herausgeber. Zu den einflussreichsten gehören Harold Strauss (für Japanische Literatur), Herbert Weinstock (Komponisten-Biografien), Judith Jones (Kochbücher), Angus Cameron, Charles Elliott, Lee Goerner, Robert Gottlieb, Ashbel Green, Carol Brown Janeway, Michael Magzis, Anne McCormick, Nancy Nicholas, Daniel Okrent, Regina Ryan, Sophie Wilkins und Vicky Wilson. Knopf beschäftigte außerdem Literaturscouts.
Knopf ist ein bekannter Herausgeber anspruchsvoller Literatur. Verlegt werden u. a. die Autoren John Banville, Max Beerbohm, Carl Bernstein, Willa Cather, Julia Child, Bill Clinton, Michael Crichton, Joan Didion, Bret Easton Ellis, James Ellroy, Anne Frank, Daniel Goldhagen, Carl Hiaasen, Kazuo Ishiguro, Thomas Kean, John Keegan, Christopher Lasch, Jack London, Thomas Mann, Gabriel García Márquez, Cormac McCarthy, Henry L. Mencken, Toni Morrison, Steven Millhauser, Alice Munro, Haruki Murakami, P. D. Ouspensky, Christopher Paolini, Ezra Pound, Anne Rice, Dorothy Richardson, Donna Tartt, Anne Tyler, John Updike, Andrew Vachss, Carl Van Vechten, James D. Watson, Edmund White und Elinor Wylie. Unter den Autoren sind 17 Literaturnobelpreisträger und 47 Gewinner des renommierten amerikanischen Pulitzer-Preises.
Der Knopf-Verlag machte sich außerdem einen Namen, weil Buchdesign und Typographie für die Buchherstellung sehr wichtig genommen werden und der Verlag immer wieder bedeutende Grafikdesigner beschäftigt hat.